# Leóntine Zanta
Leóntine Zanta (Mâcon, França, 1872 ou 1878 - 1942) foi uma filósofa, escritora, jornalista e  ativista política francesa no âmbito do feminismo. Ela fez parte da primeira geração de mulheres a obter um doutorado na França, sendo a primeira a obter essa titulação em nível doutoral na área de filosofia.
Leóntine Zanta foi aluna da Faculté de Lettres da Universidade de Paris, tendo sido orientada pelo professor e filósofo Henri Bergson.
Ela obteve a sua graduação em filosofia na Universidade de Paris no ano de 1898.
Em 1914, ela defendeu a tese de doutorado La renaissance du stoïcisme au XVIe siècle na Universidade de Paris. Nesta tese de doutorado, ela discute o ressurgimento das discussões sobre questões envolvendo a corrente filosófica grega do estoicismo entre os pensadores europeus no século XVI.
A tese de Zanta foi um trabalho pioneiro que demonstrou a importância da filosofia estoica para o século XVI principalmente nas discussões da época sobre o pensamento de autores antigos, a exemplo de Sêneca e Epiteto, e a visão crítica da autora sobre a tentativa dos autores quinhentistas em colocá-los sob uma perspectiva cristã.
Laureada pela Academia Francesa e com domínio nos estudos sociológicos, ela foi uma das integrantes definitivas (associée perpétuelle) da Academia de Mâcon, entidade de ciências e letras situada na região francesa da Borgonha.
Pioneira no campo filosófico, ela teria sido uma das inspiradoras de Simone de Beauvoir a estudar filosofia.

## Obras
- La renaissance du stoïcisme au XVIe siècle (1914);[5]
- La traduction française du manuel d'Epictète d'André de Rivaudeau au XVIe siècle (1914).
- Psychologie du féminisme (1922);
- La part du feu (1927);
- Sainte-Odile (1931).[6]